# Томсен, Янус
Я́нус То́мсен (фар. Janus Thomsen; род. 2 июня 1979 года в Тофтире, Фарерские острова) — фарерский футболист и топ-менеджер.

## Биография
Янус является воспитанником тофтирского «Б68». Его дебют за дублирующий состав клуба состоялся 14 сентября 1996 года в матче первого дивизиона против «Сумбы». Всего в первом сезоне на взрослом уровне полузащитник принял участие в 3 встречах турнира. В 1997 году Янус стал основным игроком дубля тофтирцев и провёл 16 игр в первой лиге. В сезоне-1998 он был переведён в первую команду «Б68». Янус дебютировал за неё 16 мая 1998 года в матче фарерской премьер-лиги против фуглафьёрдурского «ИФ». Всего он отыграл 12 игр фарерского первенства того сезона. В 1999 году полузащитник провёл 7 встреч в высшем дивизионе и более за первую команду «Б68» не выступал.
Янус играл за «Б68 II» вплоть до окончания сезона-2004, после чего взял паузу в карьере. Он возобновил её в 2008 году, вернувшись во вторую команду тофтирцев. Янус стал одним из игроков резерва: после своего возвращения полузащитник провёл за «Б68 II» 56 матчей за 11 лет, отметившись в них 2 забитыми мячами. В 2019 году он принял решение оставить футбол насовсем.
Янус женат, воспитывает 4 детей. Имеет 2 высших образования и степень кандидата медицинских наук. Он окончил Высшую школу бизнеса в Копенгагене по направлению «Маркетинг, коммуникации и менеджмент», а также Университет Акюрейри по специальности «Сельское хозяйство». В 2011—2018 годах Янус входил в совет директоров компании «Trygd», а с 1 августа 2018 года он является генеральным директором конгломерата «EFFO».